# Экономика Катара
Катар — богатая страна с современной, хорошо развитой инфраструктурой. 
Основные отрасли промышленности: нефте- и газодобывающая, нефте- и газоперерабатывающая, производство удобрений, сталелитейная, цементная. 
Большая часть промышленных предприятий и сферы услуг принадлежит государству, но объём частных капиталовложений в производство растет. 
Сельское хозяйство развито слабо и обеспечивает лишь около 10 % потребностей в продовольствии. 
Население занимается также рыболовством (ловят тунца, макрель, сардины, ставриду и проч.) и добычей жемчуга. 
Поскольку Катар испытывает дефицит пресной воды, почти все потребности в ней покрываются за счет опреснения морской воды в промышленных масштабах; опреснительные установки работают за счет энергии, получаемой от сжигания природного газа.

## Нефтяная и газовая промышленность
Основу экономики Катара составляет добыча нефти и газа. Эта отрасль обеспечивает более 55 % ВВП, ок. 85 % доходов от экспорта и 70 % государственных доходов. 
Страна, наряду с США и Австралией, входит в тройку крупнейших экспортеров СПГ в мире.
Прибыль от нефтегазовой отрасли позволила Катару стать богатой страной с современной, хорошо развитой экономической инфраструктурой и уровнем доходов на душу населения, почти не уступающем западноевропейскому. 
Общие запасы нефти на 2000 г.: 900 млн т, ресурсы газа — 20 трлн куб. м. Это третьи в мире (после России и Ирана) запасы природного газа.
Добыча нефти в Катаре началась в 1940 году, но была прервана Второй мировой войной. С 1947 года нефтяная компания «Петролеум девелопмент компани оф Катар» (Petroleum Development (Qatar) Ltd., PDQ) вновь приступила к эксплуатации месторождения в окрестностях Духана на западном побережье страны, а в 1949 в Европу был отправлен первый танкер с 15 тыс. т нефти. 
С 1952 эта компания уступила свои права дочерней компании «Катар петролеум компани» (Qatar Petroleum Co., QPC). 
В 1960 году английская компания «Шелл Катар» (Shell Co.-Qatar, SCQ; см. Royal Dutch Shell), имевшая долгосрочную концессию в территориальных водах Катара, начала разработку шельфового нефтяного месторождения; в 1975 году правительство выкупило капитал концессионеров и установил контроль над обеими компаниями. 
В 1974 году для эксплуатации нефтегазовых месторождений и контроля над деятельностью иностранных фирм, занятых в нефтегазодобывающей и нефтегазоперерабатывающей промышленности, была создана государственная Генеральная нефтяная корпорация. В 1997 году добыча нефти достигла 65 тыс. т в сутки. 
В 2002 г. Катар добывал 757 тыс. баррелей сырой нефти в сутки, но к 2004 году планировал довести этот объём до 1,03 млн баррелей.
В начале XXI века Катар является одним из крупнейших в мире производителем и экспортером природного газа. 
Мощности Катара по производству СПГ (на 2022) составляют 106 млрд куб. м/г (77 млн т/г до регазификации); в S&P Global Platts считают, что страна способна увеличить производство совсем незначительно — до 107 млрд куб. м/г.
В 1997 началась разработка расположенного в море одного из крупнейших в мире месторождений природного газа Северное (в настоящее время[уточнить дату] правительство Катара установило мораторий (предварительно до 2014) на форсирование добычи газа месторождения Северное; причина — возможное ухудшение качеств резервуара в результате активной добычи). 
После Алжира и Малайзии (по 30-31 млрд м³ сжиженного газа) Катар — третий перспективный ведущий производитель сжиженного природного газа в (СПГ) мире. СПГ производится в промышленном центре Рас Лаффан на побережье Персидского залива. 
Основным акционером Qatargas и RasGas — крупных проектов по производству СПГ — является государственная компания Qatar Petroleum; акционерами также выступают компании ExxonMobil, ConocoPhillips, Total, Shell, Mitsui и Marubeni.
В 2010 году в Катаре прошли торжества по случаю достижения мощности производства СПГ в 77 млн тонн.
Катар является одним из крупнейших поставщиков СПГ в Индию (в апреле 2018 экспорт на 27,3% больше по сравнению с аналогичным периодом прошлого года). 
На начало 2020-х Катар запланировал  очень серьезное расширение своих заводов СПГ — с текущих 78 млн тонн  до 126 миллионов тонн.
Почти весь катарский СПГ — до 95 % — поставляется по долгосрочным контрактам в страны Азии. Препятствием для поставок на европейский рынок также является требование Катара не перепродавать поставленный газ в страны за пределами Европы, что противоречит законодательству ЕС.

## Сельское хозяйство
Сельское хозяйство развито слабо и включает кочевое скотоводство и очаги земледелия и садоводства в оазисах; только в северных районах, где грунтовые воды подходят близко к поверхности или выходят на неё, сформировались небольшие ареалы почв, пригодных для земледелия. 
Выращивается овощи, фрукты, финики, кукуруза, просо. 
Собственное сельскохозяйственное производство обеспечивает лишь около 10 % потребностей в продовольствии. 

## Транспорт
Протяженность автомобильных дорог в Катаре 1230 км (из них 1107 с твердым покрытием). Они связывают Катар с Саудовской Аравией и ОАЭ. 

Общая протяженность нефте- и газопроводов достигает 2050 км. 
Большая часть грузоперевозок приходится на торговый флот, насчитывающий 22 судна разных типов (водоизмещением более 1000 брутто-регистровых тонн каждое) общим водоизмещением 525 тыс. брутто-регистровых тонн. Основные порты — Умм-Саид и Доха. 
Функционируют четыре аэропорта (в том числе 2 — с твердым покрытием полос), из них один международный — в Дохе. 
Имеется также 1 вертолётный аэропорт.

## ВВП страны
В 2019 г. ВВП страны составил 183 млрд долл. ВВП ППС 358,87 млрд долл 

## Доходы населения
С марта 2021 года минимальный размер оплаты труда составляет 1000 катарских риалов (274,65 долл.) в месяц. Если работодатель не предоставляет жилье и питание работникам он дополнительно им выплачивает 500 катарских риалов (137,32 долл.) на проживание и 300 катарских риалов (82,39 долл.) на питание.
Мигранты (гастарбайтеры) зарабатывают порядка 700 катарских риалов в месяц, что значительно ниже действующей в стране минимальной месячной оплаты труда в 1000 риалов.